# フォンテーヌブロー条約 (1611年)
フォンテーヌブロー条約（フォンテーヌブローじょうやく、スペイン語: Tratado de Fontainebleau, 仏: Traité de Fontainebleau）は、1611年4月30日に締結された、スペイン・ハプスブルク家とブルボン家の間の条約。

## 概要
条約により、スペインのアストゥリアス公フェリペとフランス王ルイ13世の妹エリザベートが婚約した。条約が締結された1611年時点ではフェリペ、ルイ、エリザベートの3人は全て10歳に満たなかった。
ローマ教皇パウルス5世とトスカーナ大公コジモ2世の仲介で成立したこの条約はスペイン王フェリペ3世の駐仏大使イニゴ・デ・カルデナス（Íñigo de Cárdenas）とフランスの国務大臣ニコラ4世・ド・ヌフヴィルの間で締結された。
1612年8月25日にはルーヴル宮殿で結婚の合意が締結された。持参金は50万金エスクードと定められ、さらにエリザベートが持参金の3分の1にあたる金額と、5万エスクードの価値がある宝石をもらうことも定められた。またフェリペがフランス王位の継承権を、エリザベートがスペイン王位の継承権をそれぞれ放棄することも定められた。2人は正式に結婚した1615年の10月に継承権を正式に放棄した。